# Михайлівка (Єланецька селищна громада)
Миха́йлівка — село в Україні, у Єланецькій селищній громаді Вознесенського району Миколаївської області. Населення становить 109 осіб. До 2020 року орган місцевого самоврядування — Ясногородська сільська рада.

## Населення

### Мова
Розподіл населення за рідною мовою за даними перепису 2001 року:
| Мова       | Кількість | Відсоток |
| ---------- | --------- | -------- |
| українська | 87        | 87.88%   |
| російська  | 12        | 12.12%   |
| Усього     | 99        | 100%     |